# Якушев, Павел Петрович
Павел Петрович Якушев (29 июня [12 июля] 1914, Златоуст —12 марта 2002, Самара) — художник-живописец, график, оформитель, член Союза художников СССР, заслуженный работник культуры РФ.

## Биография
Родился в семье токаря Златоустовского металлургического завода Петра Ивановича Якушева.
В 1926 году, когда была открыта художественная студия при клубе «Металлист» (ныне ДК «Булат»), был среди первых студийцев. В 1926—1930 годах посещал её при Златоустовском краеведческом музее и в клубе машиностроительного завода им. В. И. Ленина под руководством А. М. Сосновского и Н. К. Краснова.
В 1930 году по рекомендации Златоустовского горкома ВЛКСМ на учебу в московское художественное училище «Памяти 1905 года» был направлен вместе с молодыми рабочими (В. К. Аблин, Н. Н. Федоров, А.Покровский, И.Мясоедов). В 1930—1933 годах учился на оформительском факультете училища, а во время учебы участвовал в проектировании станции метро «Красносельская» и Центрального музея В. И. Ленина. Член ВЛКСМ.
20 октября 1932 года в Москве был арестован по обвинению в шпионаже по ст. 58-6, но вскоре был отпущен. Уголовное дело было прекращено 25 октября 1932 года за отсутствием состава преступления.
В 1934—44 работал в товариществе «Художник» (Куйбышев, до 1935 и с 1992 Самара). В 1937 разработал проект первой экспозиции Мемориального дома-музея В. И. Ленина в Куйбышеве (открыт в 1939). С 1938 года член Союза художников СССР; в годы Великой Отечественной войны 1941—1945 гг. — ответственный секретарь правления куйбышевского отделения Союза художников СССР, в 1941 руководитель мастерской по наглядной агитации, художник на заводе № 1 (Куйбышев); входил в состав фронтовой бригады. В 1942—44 ответственный секретарь правления Куйбышевского отделения Союза Художников. В 1944 член правления Львовской организации Союза Художников Украинской ССР. В 1945—46 директор Львовского изокомбината Художественного фонда Украинской ССР. В 1947—48 руководитель художественной мастерской в Ужгороде.
В декабре 1945 года в Златоусте по решению горисполкома, благодаря инициативе и усилиям художников А. И. Шатрова и П. П. Якушева, было создано творческое объединение художников — товарищество «Художник». В 1949—1952 годах в творческой мастерской Златоустовского отделения Челябинского областного товарищества «Художник»; оформил 3 спектакля в драматическом театре: «Аленький цветочек», «Иван да Марья», «Под золотым орлом».
В 1952—1969 П. П. Якушев жил в Новокуйбышевске.

## Творчество
Работал в разных техниках: живопись, графика, цветная и черно-белая линогравюра. Основная тема произведений Якушева — тема труда; значительное место в творчестве занимает индустриальный пейзаж (так, картина «Урал — великим стройкам» в 1952 году получила поощрительный приз на конкурсе «Всекохудожника» в Москве, приобретена Златоустовским краеведческим музеем).
С 1936 участник художественных выставок: городских и областных — в Куйбышеве (1936—44, 1952—84), Львове (1944—46), Ужгороде (1947), Златоусте (1949—52, 1981—82), Челябинске (1949, 1982); республиканских — в Киеве (1946), Москве (1952), Волгограде («30 лет Победы», 1980); зональных — «Большая Волга» (Куйбышев, 1964 (персональная выставка к 50-летию художника); Волгоград, 1967; Ульяновск, 1970; Горький, 1974; Казань,1980); международных — «Куйбышев — Болгария» (г. Стара-Загора, Болгария; Самара; 1974), «100 лет освобождения Болгарии» (гг. Казанлык, София, Стара-Загора, Болгария; Куйбышев), «Ленин и современность» (Стара-Загора, 1980; Куйбышев, 1981).
Персональная выставка к 70-летию Якушева состоялась в Златоусте в ДК «Металлург» (1984). Произведения Якушева находятся в собраниях Екатеринбурга, Златоуста, Львова, Самары, Челябинска, а также за рубежом (Болгария, США).
В 2004 году в Новокуйбышевске состоялась персональная выставка работ Якушева, посвященная 80-летию со дня рождения и 70-летию творческой деятельности художника. Наиболее значительные из них: «Новые силуэты» (линогравюра, 1964), «На стройках нефтехимии» (серия, линогравюра 1995—1990), «Поэма о штурмовике» (триптих, линогравюра, 1985), «На стройке Самарского метро» (серия, гуашь).
В 2016 году в Тольятти на площадке ДК «ТоАЗ» прошла выставка графических работ П. П. Якушева из фонда музея ОАО «Тольяттиазот», посвящённая истории строительства в 1970-х годах крупнейшего в России завода по выпуску минеральных удобрений (аммиака и карбамида) возле Тольятти.
Работы Павла Петровича есть в Златоустовском краеведческом музее. Творческие успехи художника отмечены медалями и дипломами.

## Награды
За свою жизнь многократно был отмечен наградами:
- 1952 — поощрительная премия за пейзаж «Урал — великим стройкам» (гуашь) на конкурсе «Всекохудожник»,
- 1970 — медаль «За доблестный труд в Великой Отечественной войне 1941—1945 гг.»,
- 1975 — юбилейная медаль «Тридцать лет Победы в Великой Отечественной войне 1941—1945 гг.»,
- 1975 — медаль «Ветеран труда»,
- 1985 — юбилейная медаль «Сорок лет Победы в Великой Отечественной войне 1941—1945 гг.»,
- 1994 — заслуженный работник культуры Российской Федерации — за заслуги в области культуры и многолетний добросовестный труд